# Tajana Raukar
Tajana Raukar je hrvatska umjetnica koja se bavi pravljenjem skulptura u ledu. Rođena je u Hrvatskom Zagorju a odrasla je na otoku Krku. 1995. godine sa suprugom se seli u SAD gdje se počinje baviti tom vrstom umjetnosti. Peterostruka je svjetska prvakinja i vrlo cijenjena u svojoj profesiji.

## Svjetska prvenstva
- "Pretenders", Svjetsko prvenstvo Aljaska 2001., 1. mjesto
- "Leap of Faith", Svjetsko prvenstvo Aljaska 2002., 1. mjesto
- "Friend or Foe", Svjetsko prvenstvo Aljaska 2003., 1. mjesto
- "Graceful Predators", Svjetsko prvenstvo Aljaska 2003., 1. mjesto
- "The Elements", Svjetsko prvenstvo Belgija 2003., 1. mjesto

## Olimpijske igre
- Salt Lake City 2002., 4. mjesto u paru s Aaronom Kosticem